# Черномысинский сельсовет
Черномысинский сельсовет — сельское поселение в Убинском районе Новосибирской области Российской Федерации.
Административный центр — село Чёрный Мыс.

## История
Статус и границы сельского поселения установлены Законом Новосибирской области от 2 июня 2004 года № 200-ОЗ «О статусе и границах муниципальных образований Новосибирской области»

## Население
| 2002 | 2010 | 2012 | 2013 | 2014 | 2015 | 2016 |
| ---- | ---- | ---- | ---- | ---- | ---- | ---- |
| 636  | ↘378 | ↘370 | ↘359 | ↘345 | ↗347 | ↘342 |
| 2017 | 2018 | 2019 | 2020 | 2021 |      |      |
| ↘321 | ↘314 | ↘308 | ↘295 | ↘287 |      |      |

## Состав сельского поселения
| № | Населённый пункт | Тип населённого пункта       | Население |
| - | ---------------- | ---------------------------- | --------- |
| 1 | Заречноубинская  | деревня                      | ↘8        |
| 2 | Чёрный Мыс       | село, административный центр | ↘370      |